# Adris amurensis
Adris amurensis là một loài bướm đêm trong họ Erebidae.